# فرودگاه اینه
فرودگاه اینه (به انگلیسی: Ine Airport) یک فرودگاه با کد یاتا IMI است که یک باند فرود مرجان شن دارد و طول باند آن ۷۴۷ متر است. این فرودگاه در کشور جزایر مارشال قرار دارد و در ارتفاع ۱ متری از سطح دریا واقع شده‌است.